# Huatusco de Chicuellar
Huatusco de Chicuellar es una localidad del estado mexicano de Veracruz. Es cabecera del municipio de Huatusco.

## Demografía
| Censo | Población |
| ----- | --------- |
| 1900  | 7 158     |
| 1910  | 7 488     |
| 1921  | 6 595     |
| 1930  | 6 349     |
| 1940  | 6 539     |
| 1950  | 6 580     |
| 1960  | 8 680     |
| 1970  | 9 501     |
| 1980  | 15 704    |
| 1990  | 21 286    |
| 1995  | 24 424    |
| 2000  | 26 848    |
| 2005  | 29 097    |
| 2010  | 31 305    |
| 2020  | 33 402    |